# 亞洲學
亚洲学或亞洲研究是文化研究的一環，以區域研究為前身。在東亞地區，中國大陸、台灣、南韓和日本的文化研究圈已經累積了不少研究成果，主要問題圍繞在東亞地區的歷史文化糾葛和對政治經濟現況的未來性探討。舉凡日本的亞細亞主義、琉球集體自殺事件、近代的超克、孫中山的大亞洲主義、台灣的省籍情結等等均在亞洲研究的範疇中有著新穎而前衛的文化分析。簡言之，它專門研究亞洲人日常生活的意義及當代主要問題。在亞洲地區，亞洲研究結合了社會學及文化人類學來探討亞洲傳統及工業社會的文化現象。亞洲研究在很多大學成了研究生課程。

## 分支
- 印度学（南亞研究）
  - 孟加拉学（英语：Bengal studies）
  - 達羅毗荼学（英语：Dravidian studies）
    - 泰米爾學（英语：Tamilology）

  - 巴基斯坦学（英语：Pakistan studies）
  - 信德学
- 東南亞研究
  - 菲律賓學（英语：Filipinology）
  - 泰学（英语：Thai studies）
  - 越南学（英语：Vietnamese studies）
  - 緬学（Myanmar studies）
  - 印尼学（Indonesian studies）
- 东亚研究
  - 中国学
  - 日本学
    - 阿伊努学（Ainu studies）
    - 沖繩学（Okinawan studies）
    - 琉球学（Ryukyuan studies）

  - 臺灣學
  - 韩国学
  - 滿學（Manchurology）
  - 蒙古学（英语：Mongolian studies）
  - 藏学
  - 維吾爾学（Uyghur studies）
- 中東研究（英语：Middle Eastern studies）
  - 犹太学
  - 埃及学
  - 伊朗学
- 中亞研究（英语：Central Asian studies）
  - 突厥学
- 閃米特学（英语：Semitic studies）
  - 亞述學
  - 希伯来思想研究（英语：Hebraist）
- 犹太学
- 伊斯蘭研究
- 赫梯学
- 印欧学

## 学术研究机构
- 台灣交通大學亞太/文化研究室
- 國立東華大學人文社會科學學院
- 北京外国语大学亚非学院
- 香港大學亞洲研究中心